# Asteriornis
Asteriornis ("pássaro de Astéria") é um gênero extinto de aves do Cretáceo Superior da Bélgica, conhecido por uma única espécie, Asteriornis maastrichtensis. Estava intimamente relacionado à aves da superordem Galloanserae, como galinhas e patos. Os membros do gênero eram pequenos pássaros de pernas longas (aproximadamente 394 gramas) que viviam perto da costa e coexistiam com tipos mais "primitivos" de pássaros, como Ichthyornis. Asteriornis é um dos pássaros mais antigos conhecidos pertencentes ao grupo Neornithes, que abrange todos os pássaros modernos. Possui características de ambos os galináceos (aves semelhantes a galinhas) e anseriformes (aves semelhantes a patos), indicando sua posição como parente próximo do ancestral comum mais recente dos dois grupos.
Asteriornis podem esclarecer porque Neornithes foi o único dinossauro a sobreviver ao evento de extinção do Cretáceo-Paleogeno. Sua coexistência com aves não-neorníticas, como Ichthyornis, implica que a competição não era um fator primário para a extinção de não-neornítios, que se assemelhavam a aves modernas em muitos aspectos, mas desapareceram com outros dinossauros não-aviários. Tamanho pequeno, estilo de vida terrestre, e dieta generalista foram todos inferidos como vantagens ecológicas possuídas pelos neornitos primitivos, permitindo que eles sobrevivessem e se diversificassem após a extinção. Asteriornis cumpre essas qualidades, sugerindo que tais suspeitas eram justificadas. No entanto, Asteriornis também é uma evidência contra uma hipótese diferente que afirma que as aves modernas se originaram nos continentes do sul. Isso foi apoiado por observações sobre a diversidade moderna de aves e a descoberta de Vegavis (um possível neornitiano da Antártida), mas a presença de Asteriornis na Europa sugere que as aves modernas podem ter sido difundidas nos continentes do norte em sua evolução inicial.

## Descoberta
Asteriornis baseia-se no espécime NHMM (Natuurhistorisch Museum Maastricht) 2013 008, que consiste em um crânio quase completo e fragmentos de ossos das pernas e de um rádio. Foi recuperado de quatro blocos de sedimentos encontrados na Formação Maastricht da Bélgica, desenterrada pela primeira vez em 2000. Essa formação geológica é o nome do estágio Maastrichtiano, que foi o último estágio do período Cretáceo e da era Mesozoica. Ele tem entre 66.8 e 66.7 milhões de anos, menos de um milhão de anos antes da chegada do asteróide que causou o evento de extinção do Cretáceo-Paleogeno, que matou todos os dinossauros não aviários (e muitos outros animais) e deu início à era Cenozóico.
Asteriornis é nomeado usando ornis, a palavra grega para pássaro, e Astéria, um titã da mitologia grega. Asteria foi associada a estrelas cadentes e a um famoso mito em que ela se transformou em codorna. Asteriornis está associado a "estrelas cadentes" (ou seja, o impactador Chixculub) e codornas (como codornas são um tipo de faisão e, portanto, galloanserans), de modo que o titã foi incorporado à sua etimologia. O nome da espécie A. maastrichtensis é nomeado após a Formação Maastricht. Os pesquisadores que descobriram e descreveram o fóssil deram a Asteriornis o apelido de "Wonderchicken", que foi escolhido por vários meios de comunicação.

## Descrição
O bico estava levemente curvado e leve. Ao contrário dos galoanseranos, o bico não tinha nenhuma conexão especializada com o resto do crânio, nem uma ponta em gancho. Em vez disso, a ponta da frente era ligeiramente arredondada. O crânio era mais estreito sobre as órbitas (órbitas oculares), onde os ossos frontais eram incisados por uma parte em forma de V dos ossos nasais. Os ossos que formam a articulação da mandíbula eram muito parecidos com galoanseranos. O osso quadrado (a contribuição do crânio para a articulação da mandíbula) conectado ao teto do crânio por meio de dois botões pronunciados, adjacentes a um terceiro botão menor, o subcapitular do tuberculo. A mandíbula (mandíbula inferior) conectou-se ao quadrato com um par de soquetes, e a extremidade traseira da mandíbula possuía um grande processo retro-articular voltado para a retaguarda, bem como um processo medial voltado para dentro menor. Todas essas características são consideradas únicas (ou pelo menos mais comuns) nos galoanseranos.
Em alguns aspectos, o crânio parece mais semelhante a pássaros galiformes como galinhas e faisões. Estes incluem ossos de focinho não fundidos e ossos nasais que se bifurcam na frente dos olhos. No entanto, em outros aspectos, assemelha-se a pássaros anseriformes como patos e gansos. Tais características incluem o processo retroarticular em gancho da mandíbula e um processo pós-orbital (a porção do osso que forma a borda traseira da cavidade ocular) que se curva para a frente em sua extensão mais baixa. Eles demonstram um princípio de evolução de que animais próximos ao ancestral comum de dois grupos compartilham algumas semelhanças com cada grupo.
O fragmento do rádio achata e alarga em direção ao pulso, onde possui uma grande saliência em gancho. Os ossos das pernas são alongados e delgados, semelhantes em proporções e estrutura aos pássaros modernos que vivem no chão. O fêmur possui sulcos musculares bem desenvolvidos e um côndilo medial grande e angular. O tibiotarso é mais largo em direção ao joelho, enquanto o tarsometatarso é mais fino e coberto de sulcos.

## Classificação
Uma análise filogenética colocou Asteriornis perto da base de Galloanserae, uma superordem expansiva contendo pássaros como galinhas, patos, faisões e outros tipos de aves e pássaros-gamão. O posicionamento preciso foi variável, com base no fato de a análise ter utilizado parcimônia ou protocolo Bayesiano. A parcimônia o colocou como grupo irmão dos Galloanserae, o que significa que era um parente distante do ancestral comum mais recente de galinhas e patos. Em vez disso, o protocolo Bayesiano o colocou dentro dos Galloanserae, especificamente como grupo irmão dos Galináceos. Isso significa que estava mais intimamente relacionado às galinhas do que aos patos, mas também não era um ancestral direto das aves modernas semelhantes a galinhas.
No entanto, classificar Asteriornis como um parente de galinhas e patos significa que é inequivocamente um neornítico. Isso é importante porque os neornítos se originaram no último ancestral comum de todos os pássaros vivos e, portanto, correspondem ao termo "pássaro", pois se refere aos animais modernos. Aves pré-neornítas, como Ichthyornis, enantiornithes ou Archaeopteryx, geralmente se assemelham a aves modernas, mas mantêm características primitivas, como dentes ou garras de asas. Os fósseis neornitianos são extremamente raros desde a era mesozóica e são geralmente fragmentários ou mal descritos. Os Vegavis do Cretáceo Superior (aproximadamente 66.5 milhões de anos) da Antártida foram originalmente descritos como parentes de patos e gansos, mas essa classificação é controversa e alguns paleontologistas não o consideram um neornitiano adequado. O Asteriornis é baseado em material de crânio de diagnóstico e bem preservado e seu status é menos instável; portanto, pode ser considerado o fóssil indiscutível mais antigo de um pássaro neornítico de estilo moderno.